# Opel Manta B 400
Opel Manta B 400 – Samochód Rajdowy produkowany przez niemieckie przedsiębiorstwo branży motoryzacyjnej Opel i produkowany w latach 1981−1984. Wyposażony był on w nadwozie typu coupé. Samochód był napędzany przez silnik R4 o pojemności 2,4 l. 

## Dane techniczne
- Silnik: R4 2,4 l (2400 cm³)[1]
- Układ zasilania: wielopunktowy (MPI)

- Średnica × skok tłoka: 95 × 85 mm
- Stopień sprężania: 10.0 : 1
- Moc maksymalna: 144KM (106 kW)[1]
- Maksymalny moment obrotowy: 210 NM
- Prędkość maksymalna: 210 Km/h
- Rodzaj skrzyni: Manual
- Liczba biegów: 5
- Rodzaj napędu: RWD